# Henry Mosquera
Henry David Mosquera Sánchez (Quibdó, Colombia; 15 de noviembre de 2001) es un futbolista colombiano. Juega de extremo y su equipo actual es el Red Bull Bragantino de la Serie A de Brasil. Es internacional absoluto por la selección de Colombia desde 2023.

## Trayectoria
Mosquera comenzó su carrera en la Liga Antioqueña de fútbol, hasta que en 2022 firmó en el Envigado. En sus dos temporadas en Envigado, disputó 49 encuentros y anotó 5 goles.
En abril de 2023, se oficializó su traspaso al Red Bull Bragantino de la Serie A de Brasil.

## Selección nacional
Debutó en la selección de Colombia el 11 de diciembre de 2023 ante Venezuela por un amistoso.

## Estadísticas
Actualizado al último partido disputado el 7 de diciembre de 2023.
| Club                | Div.          | Temporada     | Liga  | Liga  | Copas nacionales | Copas nacionales | Copas internacionales | Copas internacionales | Total | Total |
| Club                | Div.          | Temporada     | Part. | Goles | Part.            | Goles            | Part.                 | Goles                 | Part. | Goles |
| ------------------- | ------------- | ------------- | ----- | ----- | ---------------- | ---------------- | --------------------- | --------------------- | ----- | ----- |
| Envigado · Colombia | 1.ª           | 2022          | 40    | 2     | 2                | 0                | —                     | —                     | 42    | 2     |
| Envigado · Colombia | 1.ª           | 2023          | 9     | 3     | 1                | 0                | —                     | —                     | 10    | 3     |
| Envigado · Colombia | Total club    | Total club    | 49    | 5     | 3                | 0                | 0                     | 0                     | 52    | 5     |
| Bragantino · Brasil | 1.ª           | 2023          | 21    | 2     | 0                | 0                | 4                     | 0                     | 25    | 2     |
| Bragantino · Brasil | Total club    | Total club    | 21    | 2     | 0                | 0                | 4                     | 0                     | 25    | 2     |
| Total carrera       | Total carrera | Total carrera | 70    | 7     | 3                | 0                | 4                     | 0                     | 77    | 7     |